# Marcedusa
Marcedusa ist eine italienische Gemeinde mit 369 Einwohnern (Stand 31. Dezember 2023) in der Provinz Catanzaro, Region Kalabrien.
Das Gebiet der Gemeinde liegt auf einer Höhe von 288 m über dem Meeresspiegel und umfasst eine Fläche von 15 km². Die Nachbargemeinden sind Belcastro, Mesoraca (KR) und Petronà. Marcedusa liegt 20 km nördlich von Catanzaro.